# Ève Brenner
 (mai 2013).
Si vous disposez d'ouvrages ou d'articles de référence ou si vous connaissez des sites web de qualité traitant du thème abordé ici, merci de compléter l'article en donnant les références utiles à sa vérifiabilité et en les liant à la section « Notes et références ».
Pour les articles homonymes, voir Brenner.
Œuvres principales
- Le Matin sur la rivière (1976)

Ève Brenner, née le 11 septembre 1941 à Saint-Chartier (Indre), est une chanteuse d'opéra française, rendue notamment célèbre par sa chanson grand public Le Matin sur la rivière en 1976.

## Biographie
Ève Brenner est née de parents musiciens ; son père, Ludwig Brenner, est déporté en 1942 et ne revient pas. 
Sa mère, Jeanne Gadeau, dont le nom de scène est « Dogana », élève dès lors seule ses trois enfants.
La famille regagne Paris à la fin de la guerre, avant que Jeanne Gadeau ne reparte avec son orchestre, laissant ses enfants à ses parents.
À 14 ans, Ève Brenner quitte le lycée et ses études, pour entrer dans l'orchestre de sa mère. Vers 16 ans, elle décide de devenir danseuse professionnelle.
Elle a deux enfants, Aude Brenner, chanteuse, et Gilles Paquet-Brenner, réalisateur de cinéma.

## Parcours musical
À 20 ans elle entre au Conservatoire national supérieur de musique et de danse de Paris (CNSM), classe chant art lyrique.
À la demande des élèves des classes de composition du CNSM et notamment d’Olivier Messiaen[Information douteuse], elle devient l'interprète d'élection des jeunes compositeurs et présente leurs œuvres pour les concours du prix de Rome. Elle participe à la vague de créations contemporaines aux festivals de Royan, d’Avignon, de Besançon, de Vaison-la-Romaine, de Châteauvallon, de la Rochelle, de l’Opéra de Paris avec Carolyn Carlson, du Théâtre Royal de la Monnaie de Bruxelles, de Rome, de Vienne, de Berlin, de Florence, de Beyrouth, de Liège, d’Athènes. Elle fait partie du Groupe de recherches musicales de l’ORTF, entre 1968 et 1975, fondé par Pierre Schaeffer.
Un compositeur suisse[Qui ?] lui écrit un rôle sur mesure pour un opéra qui sera enregistré par la télévision allemande, « Le Diable dans la Bouteille » où elle joue le Diable.
Elle a chanté en tant que soprano ou autres voix dans plus de soixante-dix œuvres, dont :
- Syllabaire pour Phèdre de Maurice Ohana,
- Rimbaud, ou le fils du soleil, opéra de Lorenzo Ferrero,
- Théâtre d’Antoine Bourseiller,
- Onirocri d’Antoine Bourseiller,
- Formes ballet de Roland Petit et Maurice Constant,
- Ai-je dit bossu et Quelqu’un devrait faire quelque chose de François Billetdoux,
- Deltaïque d’André Almuro,
- Les Fous d’or et Wind, water, sand ballets de Carolyn Carlson,
- Être Dieu Opéra spectacle de Salvador Dalí et Igor Wakhévitch, commande du Shah d'Iran.

Ce dernier opéra n'existe cependant que sous forme d'enregistrement, à cause de la Révolution islamique en Iran en 1978.
Elle enregistre pour EMI en 1976 un disque grand public Le Matin sur la Rivière et chante dans de multiples films tels que Manon des sources, Jean de Florette, Papy fait de la résistance et dernièrement U.V. réalisé par son fils Gilles Paquet-Brenner avec Jacques Dutronc.

## Discographie
À partir des années 1970, Ève Brenner enregistre de multiples disques grand public :
- "Terre natale", Pathé Marconi EMI ,1976
- Le Matin sur la rivière, 1976, Pathé
- La Sicilienne, 1977, Pathé
- L'Enfant, 1979, Pathé
- A comme Amour, 1979, Delphine
- Memories, 1980
- Amoureuse, 1981, Philips/Phonogram
- Au nom de l'amour, Delphine
- Le rêve d’Ève, 1984, Philips/Phonogram
- Ave Maria Norma, 1985, Carrère
- Keep going, 1987, CBS/Red cat